# Тигровый (Анучинский район)
В Приморье в Партизанский городской округ входит село Тигровой.
Тигро́вый — посёлок в Анучинском районе Приморского края. Входит в состав Анучинского сельского поселения.

## География
Посёлок Тигровый стоит в верховьях реки Илистая.
Дорога к посёлку Тигровый идёт на юг от посёлка Орловка, до автотрассы Осиновка — Рудная Пристань около 14 км, до районного центра Анучино около 39 км.
На запад от посёлка идёт лесовозная дорога к селу Отрадное Михайловского района Приморского края, расстояние около 35 км.

## Население
| 2001 | 2002 | 2010 |
| ---- | ---- | ---- |
| 96   | ↘76  | ↘32  |

## Улицы
- ул. Банная,
- ул. Заречная,
- ул. Клубная,
- ул. Центральная,
- ул. Школьная.

## Экономика
- Сельскохозяйственные предприятия Анучинского района.
- Предприятия, занимающиеся заготовкой леса.